# Geoffrey Dawson
George Geoffrey Dawson, född 25 oktober 1874, död 7 november 1944, var en brittisk journalist.
Dawson började sin bana 1906 som journalist i Sydafrika, dit han följt Alfred Milner som privatsekreterare. 1910 återvände han till England och inträdde i The Times, vars huvudredaktör han blev 1912 efter George Earle Buckle. Tidningens stora inflytande under första världskriget kan till stora delar tillskrivas Dawsons ledning. På grund av meningsskiljaktigheter med Lord Northcliffe avgick Dawson 1919 från sin post men återkallades vid tidningens rekonstruktion 1923 efter Lord Northcliffes död.